# Llewellyn Woodward
Sir Ernest Llewellyn Woodward (Ealing, 14 maggio 1890 – Oxford, 11 marzo 1971) è stato uno storico britannico.

## Biografia
Fu educato al collegio maschile privato "Merchant Taylors" di Three Rivers e al Corpus Christi College di Oxford. Al termine della prima guerra mondiale, divenne lettore di storia moderna e professore all'All Souls College dell'Università di Oxford dal '22 al '39.
Dal 1944 al 1947 fu docente di relazioni internazionali ad Oxford e alla London School of Economics, nella cattedra istituita da Montague Burton nel 1930. Fu infine nominato ordinario di storia moderna ad Oxford. Dal '51 al '62 insegnò all'Università di Princeton. Morì nel 1971.
La sua produzione accademica è particolarmente vasta e spazia da un libro sul tardo Impero romano, scritto durante la prima guerra mondiale in un periodo di congedo per malattia, a The Age of Reform pubblicato nell'Oxford History of England.